# Diócesis de Oslo (antigua)
La (antigua) diócesis de Oslo (en latín: Dioecesis Osloënsis y en noruego: Oslo bispedømme) fue una circunscripción eclesiástica de la Iglesia católica en Noruega. Fue suprimida el 2 de septiembre de 1537 por decisión del rey de Dinamarca y Noruega y suplantada por una superintendencia luterana en 1537. Se trataba de una diócesis latina, sufragánea de la arquidiócesis de Nidaros.

## Territorio y organización
La diócesis extendía su jurisdicción sobre los fieles católicos de rito latino residentes (hacia 1053) en el territorio de las actuales provincias de noeruegas de Oslo, Akershus, Buskerud, Vestfold y Østfold y de la provincia histórica de Bahusia en Suecia. Desde el 29 de abril de 1953 el área es parte de la actual diócesis de Oslo.
La sede de la diócesis se encontraba en la ciudad de Oslo, en donde se hallaba la Catedral de San Hallvard, que tras sufrir diversos incendios fue abandonada en 1655 y se halla en ruinas.

## Historia
La diócesis de Oslo fue erigida por primera vez circa 1075 bajo el reinado de Olaf III de Noruega. Aunque los misioneros anglosajones desempeñaron un papel importante en la cristianización de la zona, originalmente fue sufragánea de la arquidiócesis de Hamburgo-Bremen hasta que en 1104 se convirtió en sufragánea de la arquidiócesis de Lund. 
En 1152 el papa envió un legado, el cardenal inglés Nicolas Brekspeare (el futuro papa Adriano IV) a Noruega para organizar una provincia eclesiástica en los dominios del rey noruego. En esa ocasión se erigió la diócesis de Hamar separando su territorio de la diócesis de Oslo. En 1153 Oslo pasó a formar parte de la provincia eclesiástica de la arquidiócesis de Nidaros.
El territorio de la diócesis ahora incluía esencialmente el sureste de Noruega, es decir, yo. las actuales provincias de Oslo, Akershus , Buskerud , Vestfold y Østfold , así como la actual provincia sueca de Bohuslän .

### Reforma protestante
Como conclusión de la guerra del Conde, el 6 de agosto de 1536 Cristián III entró en Copenhague y en la noche del 12 de agosto llevó a cabo un golpe de Estado durante el cual fue capturado el arzobispo Torbern Bille de Lund junto con dos obispos que estaban en la ciudad. Luego los demás obispos del reino fueron detenidos. El rey convocó una asamblea de notables en Copenhague el 20 de octubre de 1536, en la que se decidió que los obispos debían ser depuestos y sus bienes confiscados en beneficio de la corona.
En abril de 1537, para convertir a Noruega al luteranismo, el rey Cristián III envió un ejército liderado por Truid Ulfstand a través del mar del Norte. Sus tropas llegaron a la fortaleza de Bergenhus en Bergen el 1 de mayo de 1537 y luego se dirigieron a Nidaros.
El 2 de setiembre de 1537 el rey Cristián III firmó el Ordinatio ecclesiastica regnorum Daniae et Norwegiae et ducatuum Slesvicencis, Holtsatiae etc. etc., por el que en el Reino de Dinamarca y Noruega las diócesis fueron convertidas en superintendencias luteranas, suplantando formalmente a las diócesis católicas. La diócesis fue así suprimida por el rey.
El último obispo católico de Oslo, Hans Rev, fue tomado prisionero en 1537, pero luego fue liberado. El 1 de noviembre de 1537 renunció a su dignidad episcopal y a los derechos asociados a ella en una carta al rey, quedando de hecho abolida la diócesis católica.
Como no fue posible encontrar un sucesor luterano competente, Geble Pederssøn, quien fue nombrado superintendente luterano de la diócesis de Bergen en 1537, introdujo inicialmente la Reforma en la diócesis de Oslo. Mientras tanto, Hans Rev estaba en Dinamarca y en el otoño de 1541 fue reinstalado como superintendente luterano de su antigua diócesis (murió en julio/agosto de 1545), que se fusionó con la diócesis de Hamar. A partir del siglo XVII los superintendentes de Dinamarca y Noruega asumieron nuevamente el título de obispo y la diócesis luterana de Oslo a continuado hasta hoy, considerándose la legítima sucesora de la antigua diócesis católica.

## Episcopologio
- Asgaut † (?-1073 falleció)
- Thorolf †
- Aslak †
- Gerhard †
- Koll Torkelsson † (antes de 1100-después de 1130)
- Peter †
- Vilhelm † (?-1157 falleció)
- Torsteinn † (1157/1158-circa 1169 falleció)
- Helge † (1170-1190 falleció)
- Nikolas Arnesson † (1190-9 de mayo de 1225 falleció)
- Orm (Ottar) † (1226-1244 falleció)
- Torkell † (circa 1245-1248 falleció)
- Håkon † (1248-1265 nombrado arzobispo de Nidaros)
- Andreas † (1267-1287 falleció)
- Eyvind † (1288-1303 falleció)
- Helge † (1304-1322 falleció)
- Salomon Toraldson † (1322-1351 falleció)
- Sigfrid, O.P. † (13 de agosto de 1352-1358 falleció)
- Hallvard Bjørnarsson † (23 de octubre de 1359-circa 1371 falleció)
- Jon † (27 de octubre de 1372-septiembre de 1385 falleció)
- Eystein Aslaksson † (11 de abril de 1386-después del 25 de febrero de 1407 falleció)
- Jakob Knutson † (10 de septiembre de 1407-circa 1420 falleció)
- Jens Jakobssøn † (8 de julio de 1420-1453 falleció)
- Gunnar Tjostulvsson Holk † (20 de junio de 1453-1482 falleció)
- Nils Audensson Kalib † (27 de agosto de 1483-1489 falleció)
- Herlog Vigleiksson Korning † (julio de 1489-después del 29 de mayo de 1505 falleció)
- Anders Mus † (24 de octubre de 1505-1521 renunció)
- Hans Mule † (1521-24 de septiembre de 1524 falleció)
- Hans Rev † (1525-1 de noviembre de 1537 renunció)